# Pholeodytes
Pholeodytes es un  género de coleópteros adéfagos de la familia Carabidae.

## Especies
Comprende las siguientes especies:
- Pholeodytes cerberus Britton, 1964
- Pholeodytes helmorei Larochelle & Lariviere, 2005
- Pholeodytes nunni Larochelle & Lariviere, 2005
- Pholeodytes palmai Larochelle & Lariviere, 2005
- Pholeodytes townsendi Britton, 1962